# شروط الصوم
شروط الصوم هي شروط وجوب الصوم، وشروط صحته، ومنها: شروط للوجوب والصحة معا، وشروط صحة الأداء. وشروط الصيام هي: البلوغ، والعقل، والإسلام، والقدرة أي: (إطاقة الصوم)، والصحة، والإقامة. فلا يجب صوم المريض ولا الصوم في السفر، بل يجوز للمسافر الإفطار في رمضان ولا ممن لا يقدر عليه. ولا يصح الصوم إلا من مسلم عاقل مميز، ويشترط النقاء من الحيض والنفاس، والعلم بالوقت القابل للصوم فيه، كما أن النية لازمة للصوم فلا يصح إلا بها.

## شروط الصوم
شروط الصوم هي التي اعتبر الشرع وجودها لازم للصوم على المكلف، وهي إما؛ شروط وجوب الصوم، أو شروط لصحة الصوم، أو شروط للوجوب والصحة معا. فشروط وجوب الصوم هي التي لا يجب الصوم إلا عند توفرها. وكونها شروطا للوجوب: لا يستلزم كونها شروطا لصحة الصوم، إلا في بعض الأحوال، فالبلوغ مثلا: شرط للوجوب لا للصحة. وشروط صحة الصيام هي التي يتوقف على توفرها كون الصوم صحيحا. وأما شروط الوجوب والصحة معا فهي التي يلزم توفرها لوجوب الصوم وصحة فعله.

### شروط وجوب الصوم
شروط وجوب الصوم هي التي اعتبر في الشرع وجودها لازم لوجوب الصوم على المكلف، أي: أنه يجب الصوم عند توفرها وهي:
1. الإسلام بمعنى: أن الصوم في الإسلام مفروض على المسلمين؛ لقول الله تعالى: ﴿يَا أَيُّهَا الَّذِينَ آمَنُوا كُتِبَ عَلَيْكُمُ الصِّيَامُ كَمَا كُتِبَ عَلَى الَّذِينَ مِنْ قَبْلِكُمْ لَعَلَّكُمْ تَتَّقُونَ ۝١٨٣﴾ [البقرة:183].
2. البلوغ وهو: «الوصول إلى حد التكليف بالأحكام الشرعية» والبلوغ شرط من شروط وجوب الصوم، وليس من شروط صحة الصوم.
3. العقل من شروط الصوم العقل وهو عبارة عن فهم خطاب الشرع؛ لأنه لا تكليف على من لا يعقل خطاب الشرع، فلا يجب الصوم على المجنون، ولا يصح منه الصوم حال الجنون إذ الجنون من مبطلات الصوم.
4. التمييز
5. الصحة بمعنى: عدم المرض فلا يجب الصوم على المريض مرضا يشق عليه معه الصوم ويزيد في مرضه.
6. الإقامة من شروط الصوم الإقامة أي: عدم السفر، فالمسافر لا يلزمه أن يصوم حال السفر الذي يباح الفطر بسببه، بل هو بالخيار إن شاء صام، وإن شاء أفطر.

### شروط صحة الصوم
شروط صحة الصوم هي التي يكون بوجودها وصف الصوم بالبطلان، وعدم صحته. والصحة والبطلان في علم أصول الفقه الإسلامي: من صفات فعل المكلف، وتوصف العبادات بالصحة عند استيفاء الشروط. وشروط صحة الصوم:
1. الإسلام
2. العقل
3. التمييز
4. النقاء من الحيض والنفاس
5. العلم بالوقت القابل للصوم فيه.
6. النية.

## شروط التكليف بالصوم
شروط التكليف بالصوم أي: الشروط اللازم في الشرع توفرها للتكليف بالصوم، هي: المستفادة من نصوص الشرع الإسلامي: (الكتاب والسنة)، وفق أدلة الفقه. وذلك أن الشرع الإسلامي حدد شروطا للتكليف بالصوم، وهي ليست على صورة واحدة، بل تختلف باختلاف الأحوال، فالعاجز عن الصوم مثلا: لا يكلف بالصوم؛ لأنه لا يقدر عليه، والمسافر مثلا: هو مكلف بالصوم أصلا، فيجب عليه صوم شهر رمضان، ويصح منه الصوم في السفر، لكنه لا يكون ملزما بالصوم حال السفر. وقد اسنبط علماء الفقه الإسلامي جملة من الشروط، وإن وقع الخلاف في بعضها باختلاف طرق الاستدلال، والمفاهيم المتعلقة بذلك. وشروط التكليف بالصوم غالباً ما تكون بمعنى: الصفات التي يلزم من اتصاف المكلف بها: تكليفه بالصيام. وهناك شروط أخرى، قد لا تعد أساسية؛ لدخولها ضمن الشروط الأساسية.

### البلوغ
البلوغ هو: «الوصول إلى حد التكليف بالأحكام الشرعية» والبلوغ شرط من شروط وجوب الصوم، وليس من شروط صحة الصوم. والبلوغ شرط لوجوب الصوم فلا يجب الصيام على الصبي ولكن يؤمر به لسبع سنين إن أطاقه ويضرب على تركه لعشر سنين؛ قياساً على الصلاة، وهو قول الشافعية، والحنفية. أما عند المالكية فلا يجب على الولي أمر الصبي بالصيام، ولا يندب ولو كان الصبي مراهقا، وعند الحنابلة: يكون مبنى الحكم في ذلك على القدرة والإطاقة فإذا كان الصبي مراهقا يطيق الصيام فيجب على الولي أن يأمره به، ويضربه إذا امتنع.

#### مراحل ما قبل البلوغ
مراحل الشخص قبل بلوع حد التكليف هي: الفترات الزمنية لتكامل القدرات العقلية والحسية، وترجع في الشرع إلى فترتين أو مرحلتين هما:
1. مرحلة ما قبل التمييز وهي: فترات الرضاع والطفولة، وتكون فيما قبل السابعة من العمر تقريباً. ويعرف التمييز في الشرع بأنه: حصول القدرة على فهم خطاب الشرع، فغير المميز لا يدخل في خطاب التكليف الشرعي؛ لعدم القدرة على فهمه.
2. مرحلة التمييز وهي الفترة الزمنية التي تكون بعد بلوغ حد التمييز، وقبل بلوغ حد التكليف، وفي هذه الفترة لا يكون الشخص مكلفاً تكليفا كلياً بالصوم، بل يطلب منه تعلم أحكام الصوم والتدرب عليه ليعتاده.

### العقل (3)
العقل من شروط الصوم العقل وهو عبارة عن فهم خطاب الشرع؛ لأنه لا تكليف على من لا يعقل خطاب الشرع، فلا يجب الصوم على المجنون، ولا يصح منه الصوم حال الجنون إذ الجنون من مبطلات الصوم.

#### الحنفية
العقل شرط لوجوب الصوم عند الحنفية، فلا يجب على المجنون حال جنونه ولو جن نصف الشهر ثم أفاق وجب عليه صيام ما بقي، وقضاء ما فات، أما إذا أفاق بعد فراغ الشهر فلا يجب عليه قضاؤه، ومثل المجنون المغمى عليه، والنائم إذا أصيب بمرض النوم قبل حلول الشهر ثم ظل نائما حتى فرغ الشهر.
قال في البحر الرائق: «وفي البدائع: وأما العقل فهل هو من شرائط الوجوب؟ وكذا الإفاقة واليقظة؟. قال عامة مشايخنا: ليست من شرائط الوجوب بل من شرائط وجوب الأداء مستدلين بوجوب القضاء على المغمى عليه والنائم بعد الإفاقة والانتباه بعد مضي بعض الشهر أو كله وكذا المجنون إذا أفاق في بعض الشهر وقال بعض أهل التحقيق من مشايخ ما وراء النهر: إنه شرط الوجوب وعندهم لا فرق بينه وبين وجوب الأداء وأجابوا عما استدل به العامة: بأن وجوب القضاء لا يستدعي سابقة الوجوب لا محالة، وإنما يستدعي فوت العبادة عن وقتها، والقدرة على القضاء من غير حرج.»

#### الشافعية
العقل شرط لوجوب الصوم فلا يجب على المجنون إلا إذا كان زوال عقله بتعديه، فيلزمه قضاءه بعد الإفاقة. ومثله المغمى عليه، والسكران المتعدي بسكره فيلزمهما قضاء الصوم، إن عم ذلك جميع النهار. ومن كان غير متعد بسكره، كما إذا شرب من إناء يظن أن فيه ماء فإذا به خمر؛ فلا يلزمه القضاء.
ومن شروط صحة الصوم: التمييز فلا يصح من غير مميز فإن كان مجنونا لا يصح صومه وإن جن لحظة من نهار وإن كان سكران أو مغمى عليه لا يصح صومهما إذا كان عدم التمييز مستغرقا لجميع النهار، أما إذا كان في بعض النهار ولو لحظة؛ فيصح ويكفي وجود التمييز ولو حكما فلو نوى الصوم قبل الفجر ونام إلى الغروب صح صومه لأنه مميز حكما.

#### المالكية
من شروط وجوب وصحة الصوم: العقل فلا يجب على المجنون والمغمى عليه، ولا يصح منهما.
أما وجوب القضاء ففيه تفصيل حاصله: أنه إذا أغمي على الشخص يوما كاملا من طلوع الفجر إلى غروب الشمس أو أغمي عليه معظم اليوم سواء كان مفيقا وقت النية أو لا في الصورتين أو أغمي عليه نصف اليوم أو أقله ولم يكن مفيقا وقت النية في الحالتين فعليه القضاء بعد الإفاقة في كل هذه الصور أما إذا أغمى عليه اليوم أو أقله وكان مفيقا وقت النية في الصورتين: فلا يجب على التقصاء متى نوى قبل حصول الإغماء والجنون كالإغماء في هذا التفصيل ويجب عليه القضاء على التفصيل السابق إذا جن أو أغمي عليه ولو استمر ذلك مدة طويلة والسكران كالمغمى عليه في تفصيل القضاء سواء كان السكر بحلال أو حرام وأما النائم فلا يجب عليه قضاء ما فاته وهو نائم متى بيت النية في أول الشهر.
قال في الذخيرة: «وفي الجواهر: الجنون يمنع الصحة بخلاف استتاره بالنوم مطلقا أو بالإغماء على تفصيل...
وفي الكتاب: إن أغمي عليه جملة النهار أو أكثره لم يجزه صومه، وإن مضى أكثره قبل الإغماء أو أغمي عليه بعد الفجر إلى نصفه أو نام جميعه أجزأه، قال سند: إن أغمي عليه قبل الفجر حتى طلع فالمشهور عدم الإجزاء
تمهيد: الإغماء يشبه النوم من جهة عدم العقل، ويشبه الحيض؛ لأن كلا منهما مناف للصلاة، فمن غلب شبه النوم لم يبطل مطلقا، أو شبه الحيض أبطل مطلقا، ومن سوى رجح بأمر خارج وهو أكثرية النهار وأن لا يصادف أول أجزاء العبادة فإن عدمه شرط وشأن الشرط التقدم على أول الأجزاء، ومنهم من لاحظ وجود النية فقط مع تجويز إيقاعها عنده في النهار. قال اللخمي: والحكم في الجنون قبل الفجر أو بعده أيسر النهار أو أكثره مثل الإغماء وفاقا وخلافا، وهذا خلاف ما في الجواهر والجلاب والتنبيه لأبي الطاهر، فإنهم قسموا الإغماء ولم يقسموا الجنون ووافقهما صاحب التلقين فقال: الجنون والإغماء يمنعان من ابتداء الصوم، وقد يمنعان من استصحابه على وجهه.»

#### الحنابلة العقل والتميز
عند الحنابلة: العقل، والتمييز من شروط الوجوب والصحة معا. فلا يجب الصوم على مجنون ولا يصح منه. ولا يصح الصوم من غير مميز كصبي لم يبلغ سبع سنين.
لكن لو جن في أثناء يوم من رمضان أو كان مجنونا وأفاق أثناء يوم رمضان وجب عليه قضاء ذلك اليوم وأما إذا جن يوما كاملا أو أكثر فلا يجب عليه قضاؤه بخلاف المغمى عليه فيجب عليه القضاء لو طال زمن الإغماء والسكران والنائم كالمغمى عليه لا فرق بين أن يكون السكران معتديا بسكره أو لا.

### التكليف بالإسلام
التكليف بالإسلام أحد شروط الصوم، ومعناة أن الصوم في الإسلام مرتبط بالمسلم، فالإسلام شرط لوجوب الصوم وصحته معا، على تفصيل في ذلك. والصوم عبادة الله تعالى، والناس كلهم مأمورون بأن يؤمنوا بالله ورسله، وأن يعبدوا الله وحده لا شريك له في العبادة، وقد خاطبهم الله تعالى في القرآن الكريم بقوله تعالى: ﴿يا أيها الناس اعبدوا ربكم..﴾ فهم مأمورون بالعبادة لله؛ لأنهم جميعا خلقه، لكن إسلامهم لله وإيمانهم به وبرسله: شرط لصحة عبادتهم. قال الله تعالى: ﴿يَا أَيُّهَا الَّذِينَ آمَنُوا كُتِبَ عَلَيْكُمُ الصِّيَامُ كَمَا كُتِبَ عَلَى الَّذِينَ مِنْ قَبْلِكُمْ لَعَلَّكُمْ تَتَّقُونَ ۝١٨٣﴾ وخطاب التكليف الشرعي في هذه الآية بل وفي غيرها: متوجه للمسلمين، دون غيرهم، ويحصل أصل الإسلام بنطق الشهادتين: شهادة ألا إله إلا الله، وأن محمداً رسول الله، للحكم بالإسلام، ويطلب من قائلهما تعلم الأحكام الشرعية، والعمل بها، وتجري عليه الأحكام في الدنيا، وحسابه على الله. وقد اتفق العلماء على أن الكافر الأصلي لا يطالب بالعبادات؛ لأنها لا تصح منه. ويتعلق به خطاب الوضع، فيضمن ما أتلفه مثلا. وهل هو مكلف بفروع الشريعة؟ أم لا؟ هناك تفاصيل عند علماء أصول الفقه الإسلامي مفادها: أن الكافر الأصلي الذي ليس بمسلم أصلا، ليس مكلفا بالعبادات تكليف مطالبه، أي: أنه في الدنيا لا يطالب بالصوم وغيره من العبادات؛ لأن الإسلام شرط لصحة العبادة، وإنما هو مكلف بالإيمان بالله ورسوله أولاً. والقول بأنه مكلف بالأحكام الشرعية: محمول على تكليف العقوبة، بمعنى: الجزاء في الآخرة.

#### الأحكام (4)
الإسلام شرط للوجوب والصحة، وعند المالكية عده البعض شرطا للصحة فقط.
- عند الشافعية:

الإسلام شرط لوجوب الصوم، فلا يجب على الكافر وجوب مطالبة وإن كان يعاقب عليه في الآخرة. أما المرتد فإنه يجب عليه وجوب مطالبة فيطلب منه بعد عوده إلى الإسلام.
- عند الحنفية:

الإسلام شرط لوجوب الصوم، فلا يجب على الكافر لأنه غير مخاطب بفروع الشريعة، ولا يصح منه الصوم؛ لأن النية شرط لصحته، فالنية لا تصح إلا من مسلم فالإسلام شرط للوجوب وللصحة.
- عند المالكية:

من شروط صحة الصوم الإسلام فلا يصح من للكافر وإن كان واجبا عليه ويعاقب على تركه زيادة على عقاب الكفر.
- عند الحنابلة:

الإسلام شرط للوجوب والصحة.

### الصحة
من شروط الصوم الصحة بمعنى: عدم المرض فلا يجب الصوم على المريض مرضا يشق عليه معه الصوم ويزيد في مرضه. وإفطار المريض رخصة، حيث أباح له الله تعالى الإفطار في رمضان، إذا كان مريضا مرضا يباح الفطر بسببه كما دلت عليه آيات أحكام الصيام.

### الإقامة
من شروط الصوم الإقامة أي: عدم السفر، فالمسافر لا يلزمه أن يصوم حال السفر الذي يباح الفطر بسببه، بل هو بالخيار إن شاء صام، وإن شاء أفطر. وصوم شهر رمضان مفروض على المكلف أصلا، لكن يرخص له بالإفطار في شهر رمضان، إن كان مريضا أو مسافراً، فإن صام؛ فقد أدى فرضه وأبرء ذمته، وإن أفطر؛ فبرخصة الله أخذ وعليه قضاء صوم الأيام التي أفطرها. ومعنى التخيير يستلزم كون الإقامة شرطا لوجوب الصوم.

### القدرة على الصوم
من شروط الصوم: القدرة على الصوم، بمعنى: إطاقة الصوم، فلا يجب الصوم على من لا يقدر عليه؛ لأنه لا تكليف إلا على من يطيق الصوم ويقدر عليه، أما العاجز عن الصوم الذي لا قدرة له عليه؛ فلا يجب عليه.

#### الشافعية
من شروط الصوم، عند الشافعية: الإطاقة حسا وشرعا فلا يجب على من لا يطيقه لكبر أو مرض لا يرجى برؤه؛ لعجزه حسا ولا على نحو حائض لعجزها شرعا.

### الوقت القابل للصوم
من شروط الصوم: العلم بالوقت القابل للصوم، فلا يصح صوم الأيام غير القابلة للصيام فيها.
- الشافعية: من شروط صحة الصوم: أن يكون الوقت قابلا للصوم. فلا يصح صوم يومي العيد وأيام التشريق، فإنها أوقات غير قابلة للصوم ومنها يوم الشك إلا إذا كان هناك سبب يقتضيه كأن صامه قضاء عما في ذمته أو نذر صوم يوم الاثنين القابل فصادف يوم الشك فله صومه أو كان من عادته صوم الخميس وصادف ذلك يوم الشك فله صومه أيضا أما إن قصد صومه لأنه يوم الشك فلا يصح صومه، وكذلك لو صام النصف الثاني من شعبان أو بعضه فإنه لا يصح ويحرم إلا إن كان هناك سبب يقتضي الصوم من نحو الأسباب المذكورة في يوم الشك أو كان قد وصله ببعض النصف الأول ولو بيوم واحد.

#### الحنفية
الوقت القابل للصوم.
```
«
وزاد في النهاية على شرائط الصحة الوقت القابل ليخرج الليل، وفيه بحث؛ لأن التعليق بالنهار داخل في مفهوم الصوم لا قيد له؛ ولهذا كان التحقيق في الأصول أن القضاء والنذر المطلق وصوم الكفارة من قبيل المطلق عن الوقت لا من المقيد به كما ذهب إليه فخر الإسلام، وحكمه سقوط الواجب، ونيل ثوابه إن كان صوما لازما، وإلا فالثاني كذا في فتح القدير، وفيه بحث؛ لأن صوم الأيام المنهية لا ثواب فيه فالأولى أن يقال وإلا فالثاني إن لم يكن منهيا عنه، وإلا فالصحة فقط.
»
[
1
]
```

### الطهارة (3)
الطهار أو: بعبارة أخرى: النقاء عن الحيض والنفاس. معناه: أن الصوم لا يجب على المرأة المسلمة حال الحيض والنفاس. ووقع الخلاف: هل هي مكلفة به عندئذ؟ أم لا؟ قولان في ذلك أحدهما: أنها مكلفة بالصوم، لكن لا يصح منها بسبب الحيض أو النفاس؛ لأنه من موانع صحة الصوم، والدليل على هذا: وجوب القضاء عليها، ولا يكون وجوب قضاء الصوم عليها إلا لأنه قد وجب عليها مسبقا. القول الثاني: أنه لا يجب عليها أداء الصوم، بل الواجب عليها قضاء الصوم؛ لعدم صحة صومها. ويرى كثير من علماء الفقه الإسلامي: أن هذا الخلاف ليس ذا أهمية فلا يترتب عليه حكم شرعي؛ لأن صوم الحائض لا يصح بالإجماع، كما أن قضاء الصوم واجب عليها بالإجماع.

#### الحنفية
الطهارة.
«وهكذا وقع الاختلاف في الطهارة عن الحيض والنفاس فذهب أهل التحقيق إلى أنها شرط الوجوب فلا وجوب على الحائض والنفساء، وقضاء الصوم لا يستدعي سابقة الوجوب كما تقدم، وعند العامة ليست بشرط، وإنما الطهارة عنهما شرط الأداء، وتمامه في البدائع ولعله لا ثمرة له.»
العلم بالوجوب.
«وزاد في فتح القدير العلم بالوجوب أو الكون في دار الإسلام؛ لأن الحربي إذا أسلم في دار الحرب، ولم يعلم بفرضية رمضان ثم علم ليس عليه قضاء ما مضى.»

### النية (3)

#### المالكية (4)
النية عند المالكية: شرط لصحة الصوم الراجح وهي قصد الصوم وأما نية التقرب إلى الله تعالى فهي مندوبة فلا يصح صوم فرضا كان أو نفلا بدون النية.
قال في الذخيرة: «ويكفي في رمضان نية واحدة عند مالك وابن حنبل خلافا ل: (ح) و(ش)؛ لأن قوله تعالى: "فمن شهد منكم الشهر فليصمه"، يقتضي صومه ليلا ونهارا وأنه عبادة واحدة تجزي بنية واحدة، خصص الليل، وبقي ما عداه على الأصل ولقوله: "لا صيام لمن لم يبيت الصيام من الليل". ومقتضاه إجزاء رمضان بنية واحدة لعموم الألف واللام خصص ما عدا الشهر بالإجماع، فيبقى الشهر.»

## تقسيمات شروط الصوم في الفقه

### الشافعية
للصوم عند الشافعية شروط وجوب، وشروط صحة.
- شروط وجوبه:

1. الإسلام فلا يجب على الكافر وجوب مطالبة وإن كان يعاقب عليه في الآخرة، أما المرتد فإنه يجب عليه وجوب مطالبة فيطلب منه بعد عوده إلى الإسلام.
2. البلوغ شرط لوجوب الصوم في الإسلام فلا يجب الصيام على الصبي، ولكن يؤمر به لسبع سنين إن أطاقه ويضرب على تركه لعشر سنين.
3. العقل فلا يجب الصوم على المجنون إلا أن كان زوال عقله بتعديه فإنه يلزمه قضاءه بعد الإفاقة، ومثله السكران إن كان متعديا بسكره.
4. الإطاقة حسا وشرعا فلا يجب على من لم يطقه لكبر أو مرض لا يرجى برؤه لعجزه حسا ولا على نحو حائض لعجزها شرعا.
5. الصحة.
6. الإقامة.

- شروط صحته أربعة:

1. الإسلام حال الصيام فلا يصح من كافر أصلي ولا مرتد.
2. التمييز.
3. النقاء عن الحيض والنفاس والولادة وقت الصوم وإن لم تر الوالدة دما.
4. أن يكون الوقت قابلا للصوم. فلا يصح صوم يومي العيد وأيام التشريق، والأوقات غير قابلة للصوم.

#### جدول التقسيم عند الشافعية
| تنقسم شروط الصوم إلى: شروط وجوب، وشروط صحة. - شروط وجوب الصوم: 1. الإسلام. 2. التكليف: 1. البلوغ. 2. العقل. 3. الإطاقة. 4. الصحة. 5. الإقامة. | - شروط صحة الصوم أربعة: 1. الإسلام. 2. التمييز. 3. النقاء عن الحيض والنفاس والولادة. 4. أن يكون الوقت قابلا للصوم. |

#### الحنفية
شروط الصيام ثلاثة أنواع: شروط وجوب وشرط وجوب الأداء وشروط صحة الأداء.
- شروط وجوب الصوم ثلاثة:

1. الإسلام فلا يجب على الكافر لأنه غير مخاطب بفروع الشريعة، وكذا لا يصح منه لأن النية شرط لصحته، فالنية لا تصح إلا من مسلم فالإسلام شرط للوجوب وللصحة.
2. العقل فلا يجب على المجنون حال جنونه ولو جن نصف الشهر ثم أفاق وجب عليه صيام ما بقي. وقضاء ما فات أما إذا أفاق بعد فراغ الشهر فلا يجب عليه قضاؤه ومثل المجنون المغمى عليه. والنائم إذا أصيب بمرض النوم قبل حلول الشهر ثم ظل نائما حتى فرغ الشهر.
3. البلوغ فلا يجب الصيان على صبي ولو مميزا ويؤمر به عند بلوغ سبع سنين ويضرب على تركه عند بلوغ سنه عشر سنين إن أطاقه.

- شروط وجوب الأداء اثنان:

1. الصحة فلا يجب الأداء على المريض وإن كان مخاطبا بالقضاء بعد شفائه من مرضه.
2. الإقامة فلا يجب الأداء على مسافر وإن وجب عليه قضاءه.

- شروط صحة الأداء اثنان:

1. الطهارة من الحيض والنفاس فلا يصح للحائض والنفساء أداء الصيام وإن كان يجب عليهما القضاء
2. النية فلا يصح أداء الصوم إلا بالنية تمييزا للعبادات عن العادات، والقدر الكافي من النية أن يعلم بقلبه أنه يصوم كذا ويسن له أن يتلفظ بها ووقتها كل يوم بعد غروب الشمس إلى ما قبل نصف النهار.

#### جدول التقسيم عند الحنفية
| قسم الحنفية شروط الصوم إلى ثلاثة أقسام: شروط وجوب، وشروط وجوب الأداء، وشروط صحة. | شروط وجوب الصوم: 1. الإسلام. 2. البلوغ. 3. العقل. | شرط وجوب الأداء: 1. الصحة. 2. الإقامة. | شروط صحة الصوم: 1. الإسلام. 2. النقاء عن الحيض والنفاس. 3. النية. |

قال في شرح كنز الدقائق:
«وشرائطه ثلاثة شرط وجوب، وهو الإسلام والبلوغ والعقل، كذا في النهاية وفتح القدير. وفي غاية البيان ذكر الأولين ثم قال: ولا يشترط العقل لا للوجوب، ولا للأداء ولهذا إذا جن في بعض الشهر ثم أفاق يلزمه القضاء بخلاف استيعاب الشهر حيث لا يلزمه القضاء للحرج واختاره صاحب الكشف فقال: إن المجنون أهل للوجوب إلا أن الشرع أسقط عنه عند تضاعف الواجبات دفعا للحرج، واعتبر الحرج في حق الصوم باستغراق الجنون جميع الشهر ا هـ.»
«والنوع الثاني من الشرائط شرط وجوب الأداء، وهو الصحة والإقامة.
- والثالث شرط صحته وهو الإسلام، والطهارة عن الحيض والنفاس، والنية. كذا في البدائع واقتصر في فتح القدير على ما عدا الأول؛ لأن الكافر لا نية له باشتراطها.

ولم يجعلوا العقل والإفاقة شرطين للصحة؛ لأن من نوى الصوم من الليل ثم جن في النهار أو أغمي عليه يصح صومه في ذلك اليوم، وإنما لم يصح في اليوم الثاني لعدم النية؛ لأنها من المجنون والمغمى عليه لا تتصور لا لعدم أهلية الأداء.
- وأما البلوغ فليس من شرط الصحة لصحته من الصبي العاقل؛ ولهذا يثاب عليه كذا في البدائع.»[1]

#### التقسيم عند المالكية
للصوم شروط وجوب، وشروط صحة، وشروط وجوب وصحة معا.
| القسم الأول - شروط وجوب الصوم اثنان: 1. البلوغ. 2. القدرة على الصوم، فلا يجب على العاجز عنه. | القسم الثاني - شروط صحة الصوم ثلاثة: 1. الإسلام فلا يصح من للكافر وإن كان واجبا عليه ويعاقب على تركه زيادة على عقاب الكفر. 2. الزمان القابل للصوم. 3. النية على الراجح. | القسم الثالث - شروط وجوبه وصحته معا ثلاثة: 1. العقل. 2. النقاء من الحيض والنفاس. 3. دخول شهر رمضان. |

ووقع الخلاف في النية هل هي من أركان الصوم، أم من شروطه؟ قال في الشرح الكبير: «باب ذكر فيه حكم الصيام وما يتعلق به وهو لغة الإمساك عن الشيء وشرعا إمساك عن شهوتي البطن والفرج في جميع النهار بنية فله ركنان.»
قال الدسوقي في حاشيته على الشرح الكبير:

«قوله فله ركنان أي الإمساك والنية وإنما كانا ركنين لدخولهما في ماهيته ومفهومه، وأما شروط وجوبه فالإطاقة والبلوغ وشروط صحته الإسلام والزمان القابل للصوم، وأما شروط وجوبه وصحته فالعقل وعدم الحيض والنفاس ومجيء شهر رمضان.»
قال في الذخيرة:

«الباب الثاني في شروطه، وهي تسعة، وهي كلها للوجوب إلا النية.»
1. الشرط الأول: البلوغ.
2. الشرط الثاني: العقل، وفي الجواهر: الجنون يمنع الصحة بخلاف استتاره بالنوم مطلقا أو بالإغماء على تفصيل...
3. الشرط الثالث: الإسلام وكونه شرطا في الوجوب يتخرج على كونهم مخاطبين بالفروع.
4. الشرط الرابع: الطهارة من الحيض بخلاف الجنابة؛ لقوله تعالى: «فالآن باشروهن» إلى قوله تعالى: «حتى يتبين لكم الخيط الأبيض من الخيط الأسود من الفجر». ولولا ذلك لوجب الإمساك قبل الفجر للغسل، وفي الموطأ: «كان صلى الله عليه وسلم ليصبح جنبا من جماع غير احتلام في رمضان ثم يصوم».
5. الشرط الخامس: القدرة.
6. الشرط السادس: الزمن القابل للصوم. قال اللخمي: الأيام المنهي عن صيامها ثمانية: الفطر، والنحر، وأيام منى، وأيام الشك، والجمعة، والسبت: أن يخص أحدهما بصيام. أما العيدان فبالإجماع.
7. الشرط السابع: النية، وفي الجواهر: يشترط فيها أن تكون معينة لخصوص الصوم الذي شرع فيه مبيتة من الليل، جازمة من غير تردد.[2]

#### المالكية
للصوم شروط وجوب، وشروط صحة، وشروط وجوب وصحة معا.
- شروط وجوب الصوم اثنان:

1. البلوغ. فلا يجب على صبي ولو كان مراهقا ولا يجب على الولي أمره به ولا يندب.
2. القدرة على الصوم، فلا يجب على العاجز عنه.

- شروط صحة الصوم ثلاثة:

1. الإسلام فلا يصح من للكافر وإن كان واجبا عليه ويعاقب على تركه زيادة على عقاب الكفر.
2. الزمان القابل للصوم فلا يصح في يوم العيد.
3. النية على الراجح.

- شروط وجوبه وصحته معا ثلاثة:

1. العقل فلا يجب على المجنون والمغمى عليه، ولا يصح منهما.
2. النقاء من دم الحيض والنفاس. فلا يجب الصوم على حائض ولا نفساء ولا يصح منهما. ومتى طهرت إحداهما قبل الفجر ولو بلحظة وجب عليها تبييت النية ويجب على الحائض والنفساء قضاء ما فاتهما من صوم رمضان بعد زوال المانع.
3. دخول شهررمضان فلا يجب صوم رمضان قبل ثبوت الشهر ولا يصح.

#### التقسم عند الحنابلة
شروط الصوم عند فقهاء المذهب الحنبلي ثلاثة أقسام:
شروط وجوب، وشروط صحة، وشروط وجوب وصحة معا.
- شروط الوجوب ثلاثة:

1. الإسلام.
2. البلوغ. فلا يجب على صبي ولو كان مراهقا ويجب على وليه أمره به إذا أطاقه ويجب أن يضربه إذا امتنع.
3. القدرة على الصوم فلا يجب على العاجز عنه لكبر أو مرض لا يرجى برؤه. وأما المريض الذي يرجى برؤه فيجب عليه الصيام إذا برأ وقضاء ما فاته من رمضان.

- شروط الصحة ثلاثة:

1. النية ووقتها الليل من غروب الشمس إلى طلوع الفجر إن كان الصوم فرضا وإذا كان الصوم نفلا فتصح نيته نهارا قبل الزوال إذا لم يأت بمناف للصوم.
2. انقطاع دم الحيض.
3. انقطاع دم النفاس فلا يصح صوم الحائض والنفساء وإن وجب عليهما القضاء.

- شروط الوجوب والصحة معا فهي ثلاثة:

1. الإسلام فلا يجب الصوم على كافر ولو كان مرتدا ولا يصح منه.
2. العقل فلا يجب الصوم على مجنون ولا يصح منه.
3. التمييز فلا يصح من غير مميز كصبي لم يبلغ سبع سنين.

##### جدول التقسم عند الحنابلة (5)
| شروط الصوم في المذهب الحنبلي ثلاثة أقسام: شروط وجوب، وشروط صحة، وشروط وجوب وصحة معا. - شروط الوجوب ثلاثة: 1. الإسلام. 2. البلوغ. 3. القدرة على الصوم فلا يجب على العاجز عنه لكبر أو مرض لا يرجى برؤه. | - شروط الصحة: 1. النية. 2. االنقاء عن الحيض والنفاس. | - شروط الوجوب والصحة معا ثلاثة: 1. الإسلام. 2. العقل. 3. التمييز. |

## جدول تقسيم شروط الصوم (2)
| - شروط وجوب الصوم: 1. الإسلام. 2. التكليف: 1. البلوغ. 2. العقل. 3. الإطاقة. 4. الصحة. 5. الإقامة. - شروط صحته أربعة: 1. الإسلام. 2. التمييز. 3. النقاء عن الحيض والنفاس والولادة. 4. أن يكون الوقت قابلا للصوم. | شروط الصيام ثلاثة أنواع: شروط وجوب وشرط وجوب الأداء وشروط صحة الأداء. - شروط وجوب الصوم ثلاثة: 1. الإسلام. 2. البلوغ. 3. العقل. - شروط وجوب الأداء اثنان: 1. الصحة فلا يجب الأداء على المريض. 2. الإقامة فلا يجب الأداء على مسافر. - شروط صحة الصوم اثنان: 1. الطهارة من الحيض والنفاس. 2. النية. | للصوم شروط وجوب، وشروط صحة، وشروط وجوب وصحة معا. - شروط وجوب الصوم اثنان: 1. البلوغ. 2. القدرة على الصوم، فلا يجب على العاجز عنه. - شروط صحة الصوم ثلاثة: 1. الإسلام فلا يصح من للكافر وإن كان واجبا عليه ويعاقب على تركه زيادة على عقاب الكفر. 2. الزمان القابل للصوم. 3. النية على الراجح. - شروط وجوبه وصحته معا ثلاثة: 1. العقل. 2. النقاء من الحيض والنفاس. 3. دخول شهر رمضان. | شروط الصوم في المذهب الحنبلي ثلاثة أقسام: شروط وجوب، وشروط صحة، وشروط وجوب وصحة معا. - شروط الوجوب ثلاثة: 1. الإسلام. 2. البلوغ. 3. القدرة على الصوم فلا يجب على العاجز عنه لكبر أو مرض لا يرجى برؤه. - شروط الصحة: 1. النية. 2. االنقاء عن الحيض والنفاس. - شروط الوجوب والصحة معا ثلاثة: 1. الإسلام. 2. العقل. 3. التمييز. |